# Fettuccine

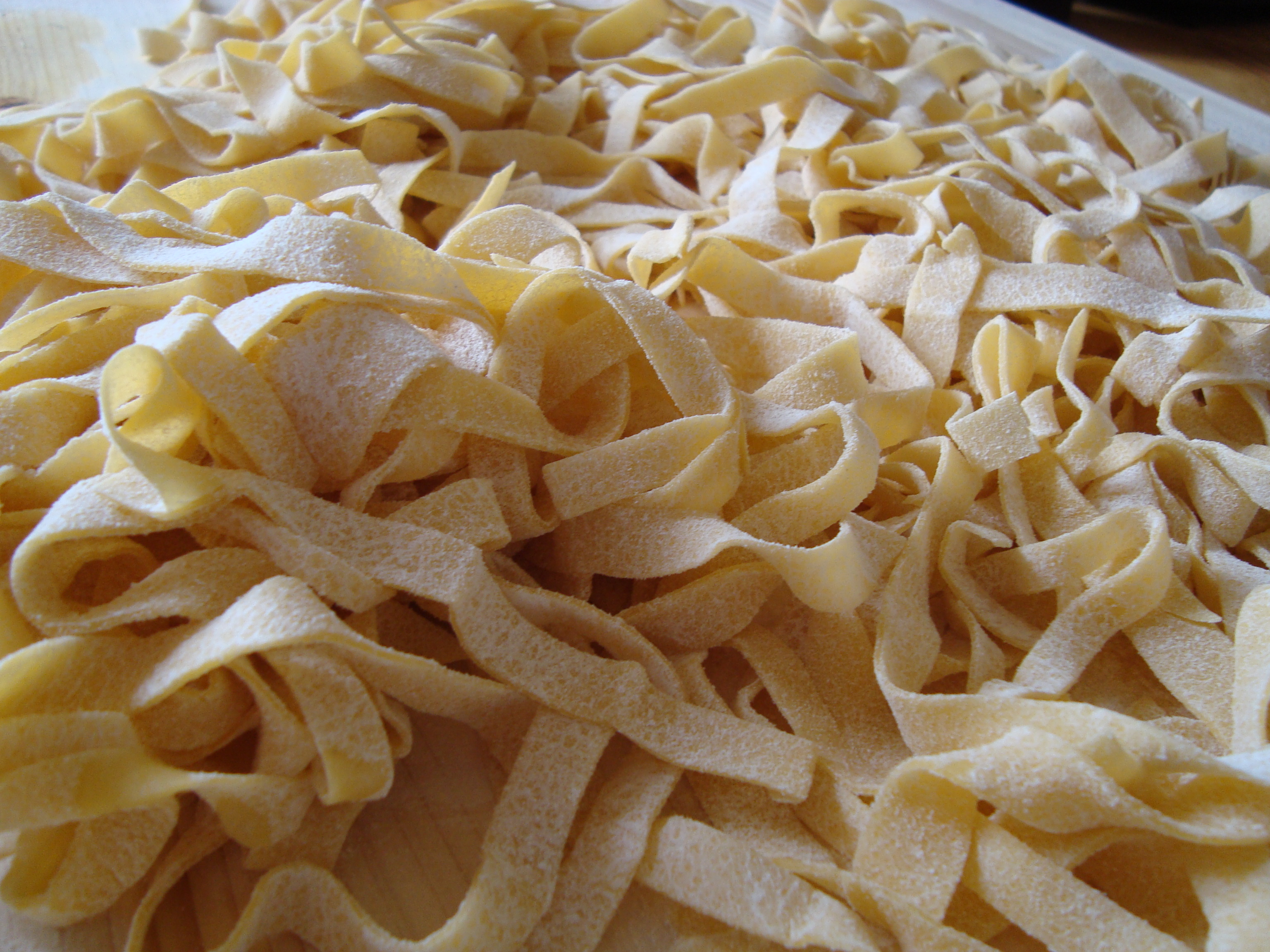
Verse fettuccine

Fettuccine (Italiaans voor 'kleine linten') is een pasta die populair is in de Romeinse keuken. Het is een platte dikke noedel, gemaakt van ei en bloem (meestal 1 ei voor 100 g bloem), vergelijkbaar met de tagliatelle uit Emilia-Romagna.
Fettucine wordt normaliter vers aangeboden.